# Acqua (elemento)

Simbolo alchemico dell'acqua

L'acqua è un elemento ritenuto importante pressoché universalmente dai vari popoli della terra, e ha dato origine a numerose tradizioni spirituali.

## Proprietà alchemiche e spirituali
(Francesco d'Assisi, Cantico delle creature, vv. 15-16)

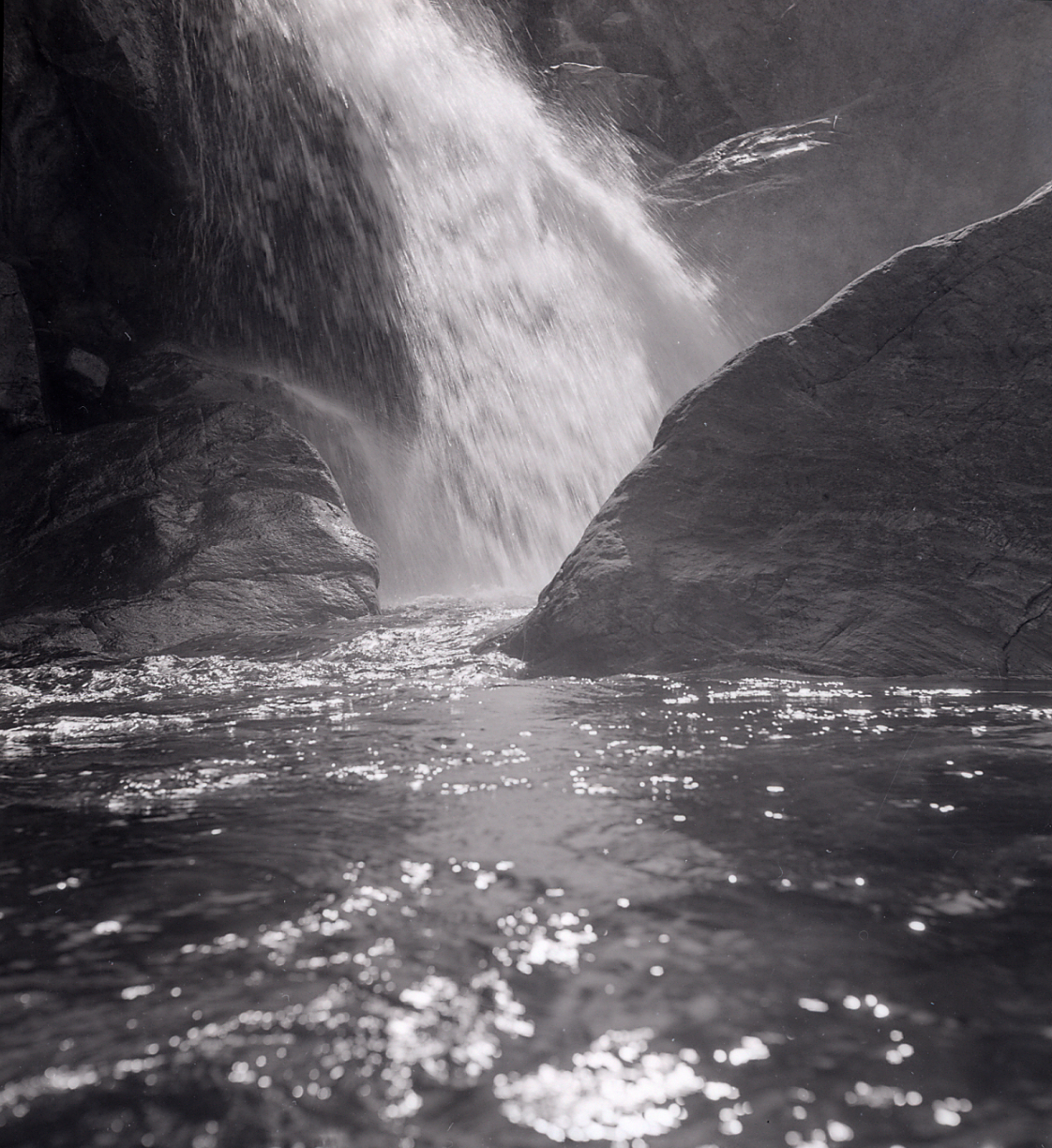
Una cascata d'acqua ad Anzola d'Ossola, allora in provincia di Novara. Foto di Paolo Monti, 1960

L'acqua è il secondo dei quattro elementi fondamentali secondo le cosmogonie occidentali e le tradizioni ermetiche-sapienziali dell'antichità. Ad essa venivano comunemente assegnate le qualità dell'emozione, dell'intuizione, dell'adattabilità, oltre ai seguenti attributi:
- le proprietà dell'umido e del freddo, che la contrapponevano dunque al fuoco secco e caldo;
- il punto cardinale Ovest;
- il genere femminile.[3]

In alchimia l'elemento acqua è associato al numero 2, in quanto simbolo di polarità in antitesi all'unità rappresentata dal fuoco: come quest'ultimo esprime creatività, espansività e addizione (+), l'acqua al contrario è indice di passività e sottrazione (−). Identificabile con tutto quel che è liquido e fluisce, anche metaforicamente, l'acqua era assimilata al mercurio dei filosofi, in particolare se abbinata all'aria.
L'essere elementale invocato nelle trasmutazioni alchemiche in tal caso è l'Ondina, che secondo la tradizione opera la catarsi dell'acqua lavorando nel corrispettivo etereo di questo elemento: l'etere-chimico, originario di un'antica epoca di sviluppo della Luna, le cui caratteristiche astrologiche, quali la ricettività e la plasmabilità, sono considerate riflettersi nell'elemento umido.
Come aria, fuoco e terra, l'acqua è inoltre uno dei quattro elementi in cui è suddiviso lo Zodiaco; i segni d'acqua, in particolare, comprendono Cancro, Scorpione e Pesci.
Negli arcani minori dei Tarocchi l'acqua corrisponde al seme di coppe. Tra i quattro umori governa il flegma, e fra i temperamenti predomina nel flemmatico.

### Tradizione occidentale
I filosofi greci individuarono nell'acqua uno degli archè (o origine) del cosmo, cioè una delle diverse soluzioni proposte dai presocratici per cercare di ricondurre a un'unica sostanza i mutamenti della natura. In particolare Talete sosteneva che l'acqua è il principio primordiale che determina la vita, nel quale tutte le realtà ritornano una volta terminata la loro esistenza. Aristotele non troverà ragioni a questa sua affermazione, ma intuì che l'idea di Talete doveva provenire dalla semplice osservazione della natura: ogni essere si nutre dell'umido, quindi tutto ciò che è umido è vitale, perciò, essendo l'acqua fonte di questa umidità vitale, deve essere anche il principio fondante.

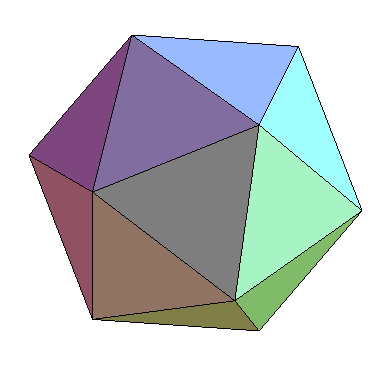
Un icosaedro, solido platonico che rappresenta l'acqua

Per Talete infatti, secondo la testimonianza della Metafisica aristotelica, «l'alimento di ogni cosa è umido, lo stesso calore deriva dall'umidità e di essa vive, e ciò da cui le cose derivano è appunto il loro principio». L'idea di Talete, sempre secondo Aristotele, potrebbe anche avere origine nei poemi omerici che fanno di Oceano e Teti gli artefici di ogni generazione.
Con Empedocle di Agrigento (495 - 435 a.C.), l'acqua divenne uno dei quattro elementi classici della filosofia greca, insieme alla terra, all'aria, e al fuoco. Empedocle li chiamava "radici".
Platone (427-347 a.C.) accolse nella sua filosofia la dottrina dei quattro elementi di Empedocle. Nel Timeo, il suo dialogo cosmologico, il solido platonico associato all'acqua è l'icosaedro, che è formato da venti triangoli equilateri. Questo solido rende l'acqua l'elemento con il maggior numero di lati, caratteristica che Platone considerava appropriata alla sua natura, dato che l'acqua corrente, quando viene raccolta in una mano, sembra risultare composta di tante piccole palline.
Allievo di Platone fu Aristotele (384 - 322 a.C.), il quale ha fornito una diversa spiegazione per i quattro elementi, basata su coppie complementari. Egli li dispose concentricamente intorno al centro dell'universo, a formare la sfera sublunare. Secondo Aristotele, l'acqua è sia fredda che umida, e fra le sfere elementali occupa un posto intermedio fra la terra e l'aria. Ai suoi antipodi sta il fuoco.
Secondo un'usanza diffusa nell'antichità e protrattasi almeno fino al Rinascimento, all'acqua - come agli altri tre elementi - era associato anche un colore, che varia tuttavia da autore ad autore. L'astrologo Antioco di Atene, secondo alcune congetture nel I secolo a.C., secondo altre nel II secolo d.C., le attribuiva ad esempio il bianco, mentre Leon Battista Alberti nel De pictura (1436) il verde; altrove, meno di frequente, le è attribuito il blu o il viola. Leonardo da Vinci, al contrario, afferma nel Manoscritto C. f. 26v che «piglia ogni odore, colore e sapore e da sé non ha niente».
L'immagine dell'acqua come elemento costitutivo è presente anche in letteratura. Ricordiamo, tra i vari testi, il Sonetto 44 di Shakespeare in cui il poeta dice di sé, e dunque dell'essere umano: «But that so much of earth and water wrought» («ma purtroppo così composto di terra e acqua»).

### Tradizione cinese

Ideogramma cinese dell'acqua

Nella filosofia cinese l'acqua (水 in caratteri cinesi, shuǐ in pinyin) è il punto più basso del ciclo dei cinque elementi, cosiddetti wu xing, in cui viene conteggiata per ultima, costituendo lo stadio morente e maggiormente nascosto della materia. La natura dell'acqua è il più yin tra i cinque; rappresenta l'inverno, il punto cardinale nord, il pianeta Mercurio, la Luna, il colore nero, la notte, la pioggia, e tra le quattro costellazioni animali la Tartaruga Nera (Xuan Wu).
Caratterizzata da un'energia tendente alla quiete e alla conservazione, si muove verso il basso e verso l'interno. Si traduce psicologicamente in una persona flessibile, conciliante e poco invadente, a volte passiva sebbene dotata di una forza potenzialmente travolgente.
L'acqua in Cina è l'elemento ritenuto più affine al Jing, cioè agli aspetti primordiali dell'essenza vitale: non a caso in ambito medico è posta in relazione con gli stati negativi della paura e dell'ansia, mentre il suo contraltare positivo è la calma.
Gli organi associati all'acqua sono il rene (di natura yin), e la vescica urinaria (yang), che attraverso i relativi meridiani governano principalmente le ossa, il midollo, i capelli e le orecchie.
Nell'astrologia cinese l'acqua connota i segni del Cinghiale e del Topo, che si alternano nel cosiddetto ciclo sessagesimale risultante dalla combinazione dei dieci tronchi celesti (ossia dei cinque elementi nelle loro forme yin e yang) con i dodici rami terrestri, o segni zodiacali cinesi. In particolare:
- gli anni d'acqua di natura yang finiscono in 2 (ad esempio 1972).[19]
- gli anni d'acqua di natura yin terminano con la cifra 3 (ad esempio 1973).[19]

Nel ciclo generativo dei wu xing o cinque elementi, il metallo genera l'acqua, perché è l'unico elemento capace di tramutarsi in liquido se riscaldato; l'acqua a sua volta genera il legno «poiché la pioggia o la rugiada fanno fiorire la vita delle piante» fatte di legno.
Nel ciclo distruttivo di controllo, invece, l'acqua vince il fuoco, perché «niente spegnerà un fuoco così rapidamente come l'acqua», mentre è dominata dalla terra, perché le dighe e i canali costruiti nel terreno la contengono, ne dirigono il flusso, ed il suolo l'assorbe.

## Simbologie dell'acqua
Nell'immaginario collettivo, l'acqua è stata associata anche ad altri significati e simbologie, molto varie e complesse, talora anche opposte, secondo l'epoca e il luogo di riferimento. È frequente, in particolare, l'accostamento al tema del tempo, la vita e della morte, dell'eterna giovinezza, del peccato e della purificazione, della parte più profonda della personalità.

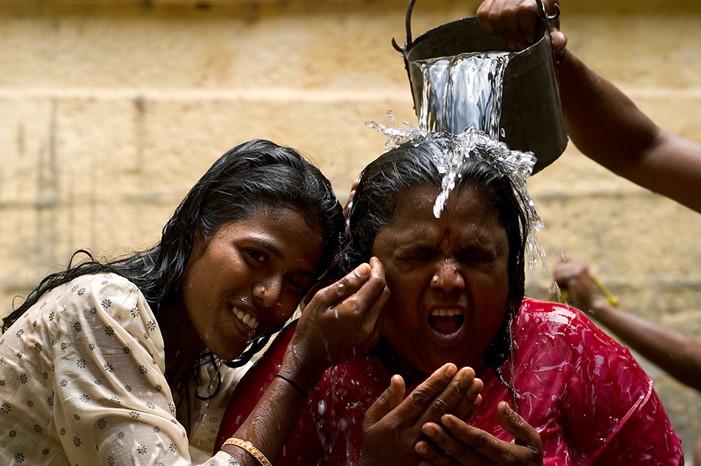
Rituale dell'acqua nella cultura indiana

### L'acqua come simbolo di iniziazione
L'acqua è presente in vari rituali di purificazione e/o iniziazione, come le abluzioni, l'aspersione, la lustratio e il battesimo.

### L'acqua come simbolo della vita
La vicinanza di fiumi, mari o laghi ai centri abitati ha favorito, sin dall'antichità, l'approvvigionamento di acqua dolce, lo sviluppo dell'agricoltura (grazie alla maggiore fertilità del suolo), i trasporti fluviali e via mare e il commercio per molte civiltà. Perciò, l'acqua è spesso associata all'idea della vita nelle sue varie forme e, in particolare, alla nascita e rinascita.
Vari miti cosmogonici vedono l'acqua protagonista o perlomeno presente come elemento di rilievo. Tra questi, il più indicativo è quello narrato nel poema mesopotamico Enūma eliš dove Apsû (l'Abisso) è il dio primordiale delle acque dolci che esisteva prima della creazione:
(Enûma Eliš, 1-5)
Anche il mito omerico della creazione associa una divinità primordiale e acquatica, l'Oceano, alla nascita dell'universo, discostandosi quindi dal mito olimpico:
(Omero, Iliade, XIV, 200-201)
Per le cosmogonie di vari culti, tra cui quella narrata nel libro della Genesi, la divinità, tra i suoi primi atti, separa l'acqua (cioè il mare) dalla terra. Del Dio biblico, in particolare, si dice che il suo spirito "aleggiava sulle acque" mentre "le tenebre ricoprivano l'abisso" dopo che cielo e terra furono separati e prima che lo fossero acqua e terra. Per i Cinesi, questo elemento è la dimora del drago e la vita stessa proviene dalle acque. Nei canti degli aborigeni australiani, invece, l'acqua - rappresentata dal fiume Murray - fa la sua comparsa dopo la creazione, assieme ad alberi, animali e uomini.
Diffusi sono poi i miti che narrano la nascita di una divinità o di un essere sovrannaturale dall'acqua. Un celebre esempio è costituito da Afrodite, il cui stesso nome (che in greco antico significa "nata dalla schiuma") ricorda che - secondo alcune versioni - la dea emerse nuda dal mare, fecondato dallo sperma di Urano, e cavalcò le onde su una conchiglia fino a raggiungere la terraferma. Afrodite, Venere per i Romani, era non a caso preposta all'amore, alla bellezza e alla fertilità.
Altri esseri sovrannaturali legati all'acqua erano le ninfe greche (naiadi, nereidi), il dio greco Poseidone e lo scandinavo Ægir, personificazione dell'oceano sconfinato. Pausania il Periegeta parlava di cerimonie per le acque in Arcadia.

### L'acqua come simbolo della morte
Oltre a rendere possibile o persino creare la vita, l'acqua è anche in grado di toglierla. Tale associazione è dovuta a più motivi e ha dato origine a miti e leggende di vario genere. Nelle culture dedite alla pesca o al commercio navale, ad esempio, le acque dei mari, dei laghi e dei fiumi rappresentano una fonte sia di sostentamento sia di pericolo: episodi drammatici come i naufragi e gli annegamenti sono alla base o hanno comunque favorito una valenza negativa dell'acqua, vista dunque come simbolo di morte.
Attorno a fiumi e specchi d'acqua, infatti, nascono spesso racconti di creature mostruose che tendono insidie a pescatori e marinai. Tra queste ricordiamo:
1. per le acque dolci, i vari cavalli di fiume mutaforma che inducono gli uomini a montarli per poi lanciarsi con loro in acqua così da ucciderli e divorarli, creature attestate nelle leggende delle isole britanniche (come il Kelpie, l'Alastyn e l'Each Uisge) e in Scandinavia (come il Bäckahästen);
2. sempre per le acque dolci, le ninfe che seducono gli uomini per annegarli nelle fonti, come nel mito di Ila;
3. per le acque salate, le Sirene, Scilla e Cariddi, il Kraken, la balena-isola, Cthulhu e altri mostri marini che popolerebbero mari e oceani nell'immaginario, soprattutto dall'antichità al Medioevo, di marinai, geografi e scrittori.

Inoltre, come la sorgente dei fiumi è associata alla nascita, e dunque all'inizio della vita, la foce lo è invece alla morte. Le acque del mare all'orizzonte, d'altro canto, paiono inghiottire il sole al tramonto; perciò l'immagine del sole che s'immerge nell'acqua è spesso connessa, nell'antichità, con il mondo dei morti e l'aldilà in generale.
All'acqua è legata anche l'idea del sacrificio, ad esempio i Troiani sacrificavano animali al fiume Scamandro, che aveva propri sacerdoti, e gettavano nei suoi flutti cavalli vivi. Omero racconta che, adirato per i numerosi corpi di giovinetti gettati nelle sue acque, lo Scamandro si sia scagliato contro Achille. Il dio fluviale più conosciuto era Acheloo che lottò contro Eracle. Si sacrificavano animali anche a Poseidone e alle divinità marine. Altri popoli indoeuropei sacrificavano ai fiumi considerati personificazioni divine, come i Cimbri, i Franchi, i Germani, gli Slavi.
L'acqua, infine, è presente in varie tradizioni popolari come un elemento che salva e purifica, sebbene anche a costo di una quasi totale distruzione; è il caso, ad esempio, delle varie versioni del diluvio universale in cui l'acqua, sotto forma di pioggia, cancella il mondo precedente per rendere possibile il formarsi di quello successivo.